# Belgique au Concours Eurovision de la chanson 1957
La Belgique a participé au Concours Eurovision de la chanson en 1957 à Francfort-sur-le-Main, en Allemagne de l'Ouest. La chanson Straatdeuntje chantée par Bobbejaan Schoepen a été sélectionnée lors d'une finale nationale organisée en néerlandais par le radiodiffuseur flamand Nationaal Instituut voor de Radio-omroep (NIR) avec Bobbejaan Schoepen comme le seul interprète.

## Processus de sélection
Dans la finale nationale, les trois chansons ont été chantées par le chanteur flamand Bobbejaan Schoepen. Les trois chansons ont été présentées lors d'une émission musicale intitulée De T.V. maakt muziek (« La télévision fait de la musique »). Schoepen n'a pas chanté les chansons en direct, mais elles ont été présentées par des clips vidéo. La date de l'émission n'est pas connue, il a été annoncé qu'un jury choisira le gagnant. Straatdeuntje était la chanson gagnante et deviendrait la troisième chanson de la Belgique au Concours Eurovision de la chanson (les pays ayant eu deux chansons l'année précédente, en 1956) et la première chanson présentée par la Communauté flamande ainsi que la première chanson belge interprétée en néerlandais.

### Résultats
| no | Interprète         | Chanson                   | Traduction              | Place |
| -- | ------------------ | ------------------------- | ----------------------- | ----- |
| 1  | Bobbejaan Schoepen | Straatdeuntje             | Mélodie de rue          | 1re   |
| 2  | Bobbejaan Schoepen | Zomernacht in Gay Paree   | Nuit d'été au Gay Paree | —     |
| 3  | Bobbejaan Schoepen | Het beeld van mijn moeder | L'Image de ma mère      | —     |

## À l'Eurovision
La Belgique était le 1er pays à chanter lors de la soirée du concours, avant le Luxembourg. À l'issue du vote, la Belgique a reçu 5 points, se classant 8e ex æquo avec la Suisse sur 10 pays. Le jury belge a donné la moitié de ses points, cinq, au pays gagnant, les Pays-Bas.

### Points attribués à la Belgique
Chaque pays avait un jury de dix personnes. Chaque membre du jury pouvait donner un point à sa chanson préférée.
| 10 points | 9 points | 8 points | 7 points               | 6 points |
| --------- | -------- | -------- | ---------------------- | -------- |
|           |          |          |                        |          |
| 5 points  | 4 points | 3 points | 2 points               | 1 point  |
|           |          |          | - Allemagne - Danemark | - Suisse |

### Points attribués par la Belgique
| 5 points | Pays-Bas                     |
| 2 points | France                       |
| 1 point  | Allemagne Italie Royaume-Uni |